# سه شرارت
سه شرارت توسط دولت چین به عنوان «تروریسم، جدایی طلبی و افراط گرایی مذهبی» تعریف شده‌است. این عبارت اغلب توسط چین، جمهوری آسیای میانه و روسیه هنگام اشاره به عملیات ضد تروریسم مورد استفاده قرار می‌گیرد.
سازمان دیده‌بان حقوق بشر اعضای سازمان همکاری شانگهای را در رابطه با هدف قرار دادن سه شرارت مورد انتقاد قرار داده و دولت‌های عضو سازمان همکاری شانگهای را متهم به نقض حقوق بین‌الملل و حقوق بشر نموده‌است.
هالی کارتنر، رئیس اروپا و آسیای مرکزی سازمان دیده‌بان حقوق بشر گفت: «برای سال‌های زیادی دولت‌های عضو سازمان همکاری شانگهای به خاطر سطح پایین حقوق بشر مورد انتقاد قرار گرفته‌اند. سیاست‌های سازمان شانگهای می‌تواند شرایط حقوق بشر را بدتر کند و به دنبال توجیه سوء استفاده باشد. اتحادیه اروپا و ایالات متحده تأکید بیشتری بر مسائل حقوق بشر در منطقه دارند.»
اسلام کریموف، رئیس‌جمهور ازبکستان، گفت که سازمان شانگهای می‌تواند به‌طور جدی «سه شرارت» را سرکوب کند.